# Мінор (музика)
Міно́р (від лат. minor — менший, також moll від лат. mollis — м'який) — лад, в основі якого лежить мінорний тризвук (тобто тризвук з малою терцією в основі). Відповідно — характерною особливістю мінорного ладу є третій ступінь, що утворює з першим (тонікою) інтервал малої (мінорної) терції. Натуральний мінор будується таким чином: тон-півтон-тон-тон-півтон-тон-тон:
- послухатиⓘ

Крім того, існує також гармонічний мінор, що відрізняється від натурального високим сьомим ступенем:

послухатиⓘ
Та мелодичний мінор, який у висхідному русі відрізняється високими шостим та сьомим ступенями, а в низхідному — ідентичний натуральному:

послухатиⓘ

послухатиⓘ
Мінорний лад зазвичай суб'єктивно сприймається, як сумний, з темним забарвленням, на противагу мажору, що становить один з найважливіших естетичних контрастів у європейській музиці.
Мінорний лад (ідентичний еолійському) був поширений у народній музиці Європи з часів Стародавньої Греції, але досліджений лише в 1547 році в труді Глареана «Dodekachordon».

## Список мінорних тональностей
Наступна таблиця представляє вичерпний список мінорних тональностей.
| Тональність                | звуки                           | Ключові знаки |
| -------------------------- | ------------------------------- | ------------- |
| ais moll (ля-дієз мінор)   | ais his cis dis eis fis gis ais | 7♯            |
| dis moll (ре-дієз мінор)   | dis eis fis gis ais h cis dis   | 6♯            |
| gis moll (соль-дієз мінор) | gis ais h cis dis e fis gis     | 5♯            |
| cis moll (до-дієз мінор)   | cis dis e fis gis a h cis       | 4♯            |
| fis moll (фа-дієз мінор)   | fis gis a h cis d e fis         | 3♯            |
| h moll (сі мінор)          | h cis d e fis g a h             | 2♯            |
| e moll (мі мінор)          | e fis g a h c d e               | 1♯            |
| a moll (ля мінор)          | a h c d e f g a                 | 0 (жодного)   |
| d moll (ре мінор)          | d e f g a b c d                 | 1♭            |
| g moll (соль мінор)        | g a b c d es f g                | 2♭            |
| c moll (до мінор)          | c d es f g as b c               | 3♭            |
| f moll (фа мінор)          | f g as b c des es f             | 4♭            |
| b moll (сі-бемоль мінор)   | b c des es f ges as b           | 5♭            |
| es moll (мі-бемоль мінор)  | es f ges as b ces des es        | 6♭            |
| as moll (ля-бемоль мінор)  | as b ces des es fes ges as      | 7♭            |